# Bình An, Bình Sơn
Bình An là một xã thuộc huyện Bình Sơn, tỉnh Quảng Ngãi, Việt Nam.
Xã Bình An có diện tích 51,81 km², dân số năm 1999 là 2989 người, mật độ dân số đạt 58 người/km².